# Karl Wolfgang Christoph Schüz

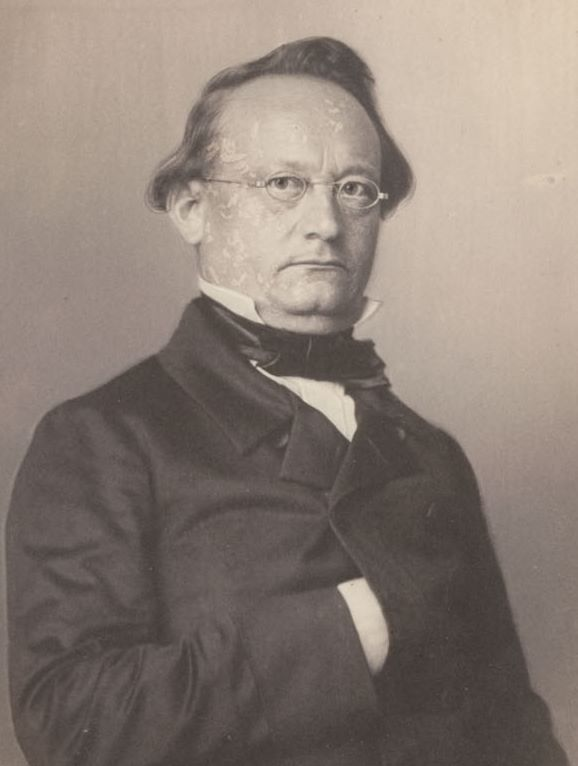
Karl Wolfgang Christoph Schüz auf einem Foto von Friedrich Brandseph

Karl Wolfgang Christoph Schüz (* 23. Juli 1811 in Lauterburg bei Aalen; † 29. April 1875 in Tübingen) war ein württembergischer Staatswissenschaftler.

## Leben
Karl Wolfgang Christoph Schüz wurde zum Doktor der Staatswissenschaften promoviert. Er wurde 1837 außerordentlicher Professor und 1842 ordentlicher Professor an der Universität Tübingen. Sein 1868/69 von Bertha Froriep gemaltes Porträt hängt in der Tübinger Professorengalerie.

## Familie
Karl Wolfgang Christoph Schüz war ein Sohn von Friedrich Christoph Schüz (* 6. Juli 1785 in Dettingen an der Erms) und dessen Ehefrau Regine Wilhelmine Friederike Schüz, geb. Ziegler (* 30. Dezember 1791 in Gruibingen). Er heiratete am 11. Oktober 1840 in Göppingen Pauline Stark (* 26. März 1820 in Göppingen) und hatte mit ihr folgende Kinder:
1. Julie Schüz (* 28. September 1841 in Tübingen)
2. Paul Eugen Christoph von Schüz (* 11. Dezember 1842 in Tübingen)
3. Karl Alfred Christoph Schüz (* 11. Juli 1845 in Tübingen)
4. Marie Helene Schüz (* 17. Dezember 1849 in Tübingen)

## Veröffentlichungen
- Handbuch der Steuergesetzgebung Wuertembergs. Stuttgart, Metzler, 1835.

- Carl Wolfgang Christoph Schüz: Ueber den Einfluss der Vertheilung [Verteilung] des Grundeigenthums [Grundeigentums] auf das Volks und Staatsleben. Leipzig, Zentralantiquariat der Dt. Demokrat. Republik, 1976, Fotomechanischer Neudruck der Original-Ausgabe von 1836.
- Carl Wolfgang Christoph Schüz: Über den Einfluss der Vertheilung des Grundeigenthums auf das Volks- und Staatsleben. Stuttgart, Cotta, 1836.
- Carl Wolfgang Christoph Schüz: Robert von Mohl [Adressat]: Briefe von Karl Schüz an Robert von Mohl. 17 Briefe.
- Carl Wolfgang Christoph Schüz, [rezensiert von:] v. Gross: Grundsätze der National-Oeconomie. - Tübingen: Osiander, 1843.